# Kohnoperla yugawae
Kohnoperla yugawae is een steenvlieg uit de familie vroege steenvliegen (Taeniopterygidae). De wetenschappelijke naam van de soort is voor het eerst geldig gepubliceerd in 1965 door Kohno.